# コロンビアナ郡 (オハイオ州)
コロンビアナ郡（英: Columbiana County）は、アメリカ合衆国オハイオ州の東部に位置する郡である。人口は10万1877人（2020年）。郡庁所在地はリスボン村であり、同郡で人口最大の都市はセイラムである。
コロンビアナ郡はその全体で、セーラム小都市圏を構成している。またヤングスタウン・ウォーレン広域都市圏を構成する4郡の1つである。郡名はクリストファー・コロンブスから採られた。

## 歴史
コロンビアナ郡となった地域に住んでいたインディアンはワイアンドット族、ミンゴー族、デラウェア族だった。1750年のクリストファー・ギストを初めとし、18世紀後半を通じて白人探検家が地域に入ってきた。土地の測量に携わっていた時期のジョージ・ワシントンが、1774年に現在のイーストリバプール地域で宿営したことがあった。
コロンビアナ郡は1803年に設立され、郡名はクリストファー・コロンブスから採られた。南北戦争のときに、戦闘が行われた場所としては最北にあった。1863年、ジョン・ハント・モーガンの指揮する南軍襲撃隊がこの地域まで侵入し、北軍に降伏して捕らえられた。

## 地理
アメリカ合衆国国勢調査局に拠れば、郡域全面積は534.69平方マイル (1,384.8 km2)であり、このうち陸地531.89平方マイル (1,377.6 km2)、水域は2.80平方マイル (7.3 km2)で水域率は0.52%である。

### 隣接する郡
- マホニング郡 - 北
- ローレンス郡 (ペンシルベニア州) - 北東
- ビーバー郡 (ペンシルベニア州) - 東
- ハンコック郡 (ウェストバージニア州) - 南東
- ジェファーソン郡 - 南
- キャロル郡 - 南西
- スターク郡 - 西

## 人口動態
以下は2000年国勢調査による人口統計データである。
| 基礎データ - 人口: 112,075人 - 世帯数: 42,973 世帯 - 家族数: 30,682 家族 - 人口密度: 81人/km2（210人/mi2） - 住居数: 46,083軒 - 住居密度: 33軒/km2（86軒/mi2） 人種別人口構成 - 白人: 96.43% - アフリカン・アメリカン: 2.20% - ネイティブ・アメリカン: 0.18% - アジア人: 0.23% - 太平洋諸島系: 0.02% - その他の人種: 0.15% - 混血: 0.79% - ヒスパニック・ラテン系: 1.17% 先祖による構成 - ドイツ系：24.0% - イギリス系：12.9% - アメリカ人：12.8% - アイルランド系：12.3% - イタリア系：9.3% 年齢別人口構成 - 18歳未満: 24.3% - 18-24歳: 7.8% - 25-44歳: 28.6% - 45-64歳: 24.2% - 65歳以上: 15.0% - 年齢の中央値: 38歳 - 性比（女性100人あたり男性の人口） - 総人口: 98.8 - 18歳以上: 96.6 | 世帯と家族（対世帯数） - 18歳未満の子供がいる: 31.7% - 結婚・同居している夫婦: 57.1% - 未婚・離婚・死別女性が世帯主: 10.3% - 非家族世帯: 28.6% - 単身世帯: 24.8% - 65歳以上の老人1人暮らし: 11.9% - 平均構成人数 - 世帯: 2.52人 - 家族: 3.00人 収入と家計 - 収入の中央値 - 世帯: 34,226米ドル - 家族: 40,486米ドル - 性別 - 男性: 32,134米ドル - 女性: 20,331米ドル - 人口1人あたり収入: 16,655米ドル - 貧困線以下 - 対人口: 11.5% - 対家族数: 9.0% - 18歳未満: 16.2% - 65歳以上: 8.4% |

## 郡政府

コロンビアナ郡監査官章
同郡政委員会章
同選挙委員会章
同一般訴訟裁判所章
同郡庁舎章
同記録官章
同財務官章

## 郡区

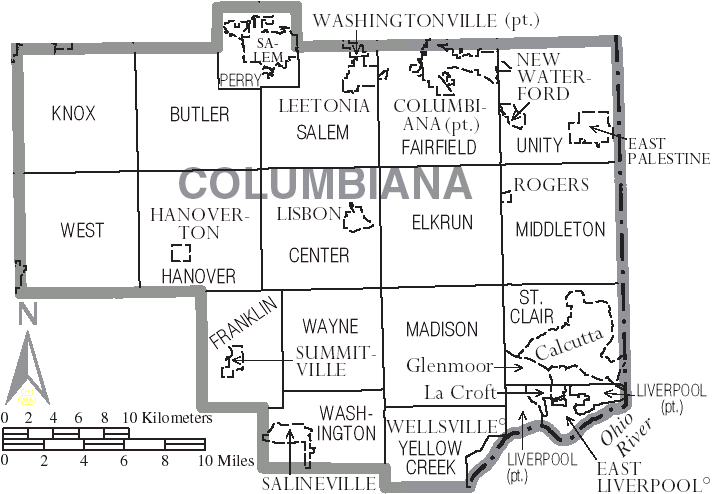
コロンビアナ郡図

コロンビアナ郡は下記18の郡区に分割されている。
| - バトラー - センター - エルクラン - フェアフィールド - フランクリン - ハノーバー | - ノックス - リバプール - マディソン - ミドルトン - ペリー - セイラム | - セントクレア - ユニティ - ワシントン - ウェイン - ウェスト - イエロークリーク |

## 都市
| - イーストリバプール - セイラム - コロンビアナ |

### 村
| - ハノーバートン - イーストパレスタイン - リートニア - リスボン - 郡庁所在地 | - ミナーバ - ニューウォーターフォード - ロジャーズ - セイリーンビル | - サミットビル - ワシントンビル - ウェルズビル |

### 国勢調査指定地域
- カルカッタ
- ダマスカス（一部はマホニング郡に含まれる）
- グレンムーア
- ラクロフト

### 未編入の町
| - クラークソン - イーストロチェスター - エルクトン - フレデリックタウン | - ホームワース - ケンジントン - ネグリー - ノースジョージタウン | - ウェストポイント - ウィノナ |